# ECPAT
ECPAT (скр од енгл. End Child Prostitution in Asian Tourism) је глобална мрежа организација која ради на окончању сексуалне експлоатације деце. Фокусира се на окончање онлајн сексуалне експлоатације деце, трговине децом у сексуалне сврхе, сексуалне експлоатације деце у проституцији, раних и присилних бракова и сексуалне експлоатације деце у индустрији путовања и туризма.
Међународна мрежа ECPAT састоји се од 122 организације чланице у 104 земље. Његов секретаријат се налази у Бангкоку, Тајланд, и пружа техничку подршку групама чланицама, координира истраживања и управља међународним кампањама заступања.

## Историја
Године 1990. истраживачи и активисти помогли су да се успостави ECPAT, као трогодишња кампања за окончање „сексуалног туризма“, са почетним фокусом на Азију. Како се термини „дечја проституција“ и „сексуални туризам“ више не користе у овом сектору, данас организација носи иницијале ECPAT. Међународна организација за борбу против ропства је била једна од првобитних присталица и помогла је да се успостави подружница у Великој Британији.
1996. године, у партнерству са Уницефом и невладином организацијом за права детета, ECPAT је коорганизовао глобални светски конгрес против сексуалне експлоатације деце, у Стокхолму, у Шведској. Домаћин конгреса била је Влада Шведске, која је такође одиграла велику улогу у привлачењу подршке и учешћа других влада. Као резултат тога, ECPAT је из регионалне кампање прерастао у глобалну невладину организацију.
Између 2009. и 2012. године, ECPAT, у партнерству са Боди шопом, помогао је у вођењу кампање „Стоп сексуалној трговини децом и младима”, која је позвала владе да заштите права деце и адолесцената, како би их заштитили од трговине у сексуалне сврхе. Више од 7 милиона потписа петиције прикупљено је широм света и представљено владиним званичницима широм света и Савету Уједињених нација за људска права у Женеви.

## Истраживање и извештавање о људским правима
производи разна истраживања и ресурсе које користе чланови ове мреже, друге невладине организације, агенције Уједињених нација и истраживачи. То укључује редовне извештаје земаља, регионалне извештаје и студије о специфичним облицима сексуалне експлоатације деце, као што је сексуална експлоатација деце у путовањима и туризму, и онлајн сексуална експлоатација деце.
ECPAT има мандат да надгледа влада широм света и њихове законске обавезе да заштите децу од сексуалне експлоатације. ECPAT производи редовне извештаје о овим земљама, који се представљају Уједињеним нацијама у Женеви, како би пратили имплементацију Стокхолмске агенде за акцију ит 1996. године.

## Чланство у мрежи
мрежа тренутно се састоји од 104 организације чланице у 93 земље. То укључује независне организације цивилног друштва, локалне невладине организације и коалиције невладиних организација које се фокусирају на кршења права детета.

## Кодекс понашања за заштиту деце од сексуалне експлоатације у путовањима и туризму
Кодекс је скуп протокола које туристички оператери могу потписати, како би осигурали да њихова предузећа не олакшавају или подстичу сексуалну експлоатацију деце од стране путника и туриста. Кодекс је развио ECPAT 1996. године и промовише се кроз међународну ECPAT мрежу. Данас садржи више од 350 оператера, хотела, авио-компанија и других туристичких компанија из 42 земље чланице, укључујући неке од највећих туристичких компанија на свету.

## Заштита деце на интернету
ради са партнерима за спровођење закона, као што је Интерпол, на спречавању сексуалне експлоатације деце на интернету. Сарађује са другим организацијама за права детета, на пример, преко Форума за управљање интернетом, и члан је Виртуелне глобалне радне групе и Европске финансијске коалиције против комерцијалне сексуалне експлоатације деце на интернету. ECPAT је такође део иницијативе Међународне уније за телекомуникације за заштиту деце на интернету. ECPAT је потписао споразуме са Међународним удружењем интернет телефонских линија, Фондацијом за гледање Интернета и Међународном линијом за помоћ деци.
ECPAT се залаже за ратификацију међународних и регионалних правних инструмената као што су Опциони протокол о продаји деце, дечјој проституцији и дечјој порнографији и Конвенција Савета Европе о заштити деце од сексуалне експлоатације и сексуалног злостављања.

## Критика

### СЕСТА/ФОСТА и коришћење лажних података
Одсек ECPAT-а у Сједињеним Америчким Државама (ECPAT САД) је критикован због свог лобирања за Закон о заустављању омогућавања трговине људима у сексу, који је Вокс описао као закон који има за циљ да „обузда сексуални рад на интернету“ док, наводно, сексуални рад по договору чини мање безбедним. ECPAT САД тврди да је најмање 100.000 деце у Сједињеним Државама комерцијално сексуално експлоатисано, на основу извештаја који су користили податке из 1990. године и које су научници критиковали као нетачне. Вашингтон пост је тврдио да је та цифра „измишљена из ваздуха, на основу старих података из, у великој мери, дискредитованог извештаја.“ ECPAT САД је покушао да оправда своју употребу те бројке цитирајући извештај НИСМАРТ-а који тврди да постоје 1,7 милиона инцидената бекства деце сваке године, и да је ова цифра конзервативна, упркос извештају који наводи да је само 1.700 од 1,7 милиона деце било укључено у трговину сексом, и да је више од три четвртине деце било ван куће мање од недељу дана, остављајући само веома мали прозор за трговину сексом. ECPAT САД се накнадно сложио „да престане да користи ту цифру“.
ECPAT САД је одговорио на критике на рачун СЕСТА-е, описујући легалне сексуалне раднике као „веома мали сегмент друштва, који улази у сексуални рад широм отворених очију и без принуде“. Међутим, откако је закон ступио на снагу, сексуалне раднице трпе све веће претње насиљем, узнемиравањем и подвођењем. Угашене су онлајн заједнице које пружају подршку сексуалним радницима, као што је проналажење склоништа или хране, издавање упозорења о потенцијално насилним клијентима и пружање обуке о познавању својих права, доводећи сексуалне раднице у опасност. У прошлости су власти користиле такве платформе за праћење трговаца људима и влада страх да је њихово затварање одвело трговце у подземље.

## Награде
- Меморијална награда Торолф Рафто за људска права 1998. године
- Азијска награда за демократију и људска права 2012. године
- Награда Златни стандард, за 2012. годину, за ангажовање невладине организације у кампањи „Стоп сексуалној трговини децом”
- Хуманитарна награда Конрада Н. Хилтона 2013. године[24]
- Награда Интерпола за злочине против деце 2017. године[25]